# 레나 (영화)
"레나"는 2016년에 개봉한 대한민국의 영화이다.

## 캐스팅
- 박기림 : 레나 역
- 김재만 : 순구 역
- 고희기 : 동만 역
- 최호중 : 한성 역
- 박란 : 세연 역
- 박정민 : 김 대리 역
- 김성준 : 김군 역
- 김주황 : 성구 역
- 정수인 : 성구 처 역
- 강민정 : 버니 역
- 이근숙 : 버니 시어머니 역
- 불리니아 나탈리아 : 다샤 역
- 이유리 : 흐엉 역
- 권택기 : 흐엉 남편 역
- 손광업 : 의사 역
- 한이연 : 간호사 역
- 신명철 : 파출소장 역
- 김근영 : 수녀 역
- 강재은 : 한성회사대표 역
- 허성태 : 세연회사대표 역
- 류시현 : 아트디렉터 역
- 추정화 : 아트디렉터 역
- 유연비 : 다방여자 역
- 남동현 : 경찰 1 역
- 이창배 : 경찰 2 역
- 김민영 : 어시스트 1 역
- 차영남 : 스튜딩스탭 역
- 김영지 : 어시스트 2 역
- 윤부진 : 아줌마 1 역
- 옥주리 : 아줌마 2 역
- 조영숙 : 아줌마 3 역
- 이영애 : 해외이주여성 역
- 문 메이슨 : 태권도복입은아이 역